# Anairetes nigrocristatus
Az Anairetes nigrocristatus a madarak (Aves) osztályának verébalakúak (Passeriformes) rendjébe és a királygébicsfélék (Tyrannidae) családjába tartozó faj.

## Rendszerezése
A fajt Wladyslaw Taczanowski lengyel zoológus írta le 1884-ben.

## Előfordulása
Az Andok nyugati lejtőin, Ecuador és Peru területén honos. Természetes élőhelyei a szubtrópusi és trópusi hegyi esőerdők és magaslati cserjések, folyók és patakok környékén. Állandó, nem vonuló faj.

## Megjelenése
Testhossza 13 centiméter.

## Természetvédelmi helyzete
Az elterjedési területe elég kicsi, egyedszáma viszont stabil. A Természetvédelmi Világszövetség Vörös listáján nem fenyegetett fajként szerepel.